# Svetlana Gúndarenko
Svetlana Arónovna Gúndarenko –en ruso, Светлана Ароновна Гундаренко– (Cheliábinsk, 23 de junio de 1969) es una deportista rusa que compitió para la URSS en judo y en artes marciales mixtas.
Ganó una medalla de bronce en el Campeonato Mundial de Judo de 1993 y seis medallas en el Campeonato Europeo de Judo entre los años 1991 y 1996.

## Carrera en judo

### Palmarés internacional
| Representando a la URSS |                          |                   |           |
| Campeonato Europeo      |                          |                   |           |
| Año                     | Lugar                    | Medalla           | Categoría |
| 1991                    | Praga (Checoslovaquia)   | Medalla de bronce | +72 kg    |
| Representando a la CEI  |                          |                   |           |
| Campeonato Europeo      |                          |                   |           |
| Año                     | Lugar                    | Medalla           | Categoría |
| 1992                    | París (Francia)          | Medalla de oro    | +72 kg    |
| Representando a Rusia   |                          |                   |           |
| Campeonato Mundial      |                          |                   |           |
| Año                     | Lugar                    | Medalla           | Categoría |
| 1993                    | Hamilton (Canadá)        | Medalla de bronce | +72 kg    |
| Campeonato Europeo      |                          |                   |           |
| Año                     | Lugar                    | Medalla           | Categoría |
| 1993                    | Atenas (Grecia)          | Medalla de plata  | +72 kg    |
| 1994                    | Gdańsk (Polonia)         | Medalla de bronce | +72 kg    |
| 1995                    | Birmingham (Reino Unido) | Medalla de oro    | +72 kg    |
| 1996                    | La Haya (Países Bajos)   | Medalla de bronce | +72 kg    |

## Récord en artes marciales mixtas
| Resultado | Récord | Oponente         | Método             | Evento                         | Fecha                  | Asalto | Tiempo | Localización | Notas |
| --------- | ------ | ---------------- | ------------------ | ------------------------------ | ---------------------- | ------ | ------ | ------------ | ----- |
| Victoria  | 6-2    | Junko Yagi       | Decisión           | ReMix - Golden Gate 2001       | 3 de mayo de 2001      | 3      | 5:00   | Japón        |       |
| Derrota   | 5-2    | Megumi Yabushita | Decisión (unánime) | ReMix - World Cup 2000         | 5 de diciembre de 2000 | 2      | 5:00   | Tokio, Japón |       |
| Victoria  | 5-1    | Erin Toughill    | Sumisión           | ReMix - World Cup 2000         | 5 de diciembre de 2000 | 1      | 2:47   | Tokio, Japón |       |
| Victoria  | 4-1    | Kyoko Inoue      | Sumisión           | ReMix - World Cup 2000         | 5 de diciembre de 2000 | 1      | 3:28   | Tokio, Japón |       |
| Derrota   | 3-1    | Shinobu Kandori  | Sumisión           | LLPW - Ultimate L-1 Challenge  | 10 de octubre de 1998  | 1      | 4:08   | Japón        |       |
| Victoria  | 3-0    | Shinobu Kandori  | Sumisión           | LLPW - Ultimate L-1 Tournament | 18 de julio de 1995    | 1      | 5:55   | Tokio, Japón |       |
| Victoria  | 2-0    | Yumiko Hotta     | Sumisión           | LLPW - Ultimate L-1 Tournament | 18 de julio de 1995    | 1      | 1:17   | Tokio, Japón |       |
| Victoria  | 1-0    | Michelle Aboro   | Sumisión           | LLPW - Ultimate L-1 Tournament | 18 de julio de 1995    | 1      | 0:56   | Tokio, Japón |       |